# Света Богородица (Плевня)
„Света Богородица“ (на гръцки: Παναγία Πετρούσας) е българска възрожденска православна църква в драмското село Плевня (Петруса), Егейска Македония, Гърция, подчинена на Драмската митрополия.

## История
Църквата е построена при владичестването на митрополит Атанасий III Драмски (1842 – 1852).
Според Георги Стрезов в 1891 година църквата е под върховенството на Българската екзархия.

## Архитектура
В архитектурно отношение е трикорабна базилика с дървен покрив, който е възстановяван. В сградата са вградени много антични и средновековни архитектурни елементи. От южната страна на горния десен ъгъл на входа има надпис с керамика, от който за съжаление запазена само първите две цифри на годината на изграждане - 18.